# Декимде
Декимде (Джекимде, Декинде, Дьэкиндэ) — река в России, левый приток Чоны. Протекает по территории Мирнинского района Якутии. Длина — 158 км. Площадь водосборного бассейна — 2380 км².
Исток реки находится на высоте 341 м над уровнем моря. Течёт по Среднесибирскому плоскогорью, относится к бассейну Лены.
По данным государственного водного реестра России относится к Ленскому бассейновому округу. Код водного объекта 18030800212117400011064.